# Nguyễn Phúc Ngọc Ngôn
Nguyễn Phúc Ngọc Ngôn (chữ Hán: 阮福玉琂; 11 tháng 8 năm 1804 – 1856), phong hiệu An Nghĩa Công chúa (安義公主), là một công chúa con vua Gia Long nhà Nguyễn trong lịch sử Việt Nam.

## Tiểu sử
Hoàng nữ Ngọc Ngôn sinh ngày 7 tháng 7 (âm lịch) năm Giáp Tý (1804), là con gái thứ 10 của vua Gia Long, mẹ là Đệ tam cung Đức phi Lê Ngọc Bình. Ngọc Ngôn là chị em cùng mẹ với Quảng Uy công Nguyễn Phúc Quân, Thường Tín Quận vương Nguyễn Phúc Cự và Mỹ Khê Công chúa Ngọc Khuê.
Năm Minh Mạng thứ 5 (1824), tháng giêng, công chúa Ngọc Ngôn lấy chồng là Kiêu kỵ Đô úy Lê Văn Yên (hoặc Yến), là con trai cả của Đô thống chế Tả dinh quân Lê Văn Phong, được lấy làm thừa tự cho người bác là Lê Văn Duyệt. Cả hai có với nhau được ba con trai.
Sau vụ án Lê Văn Duyệt năm 1835, con cháu của ông đều bị xử tử hoặc bị đày đi ở nơi khác, phò mã Yên cũng bị tội chết. Đến năm Minh Mạng thứ 19 (1838), phò mã Yên được chuẩn cho tự chết, còn hai người con trai của ông là Diễn và Minh được đưa đi an trí ở Cao Bằng.
Chính sử không ghi chép gì về công chúa Ngọc Ngôn khi đó. Tương truyền, có một bà công chúa là em vua Minh Mạng đến núi Ngũ Hành Sơn (Đà Nẵng) để ẩn tu, và vị công chúa đó được cho là bà Ngọc Ngôn. Vua Minh Mạng nhiều lần lên đó để khuyên công chúa về lấy chồng, nhưng bà đều từ chối và gửi một bài thơ bày tỏ ý nguyện muốn được nương nhờ chốn thiền môn. Công chúa còn nói rằng, ai hoạ được thì bà lấy, song không ai họa nổi. Thơ rằng:
Thế sự nhìn xem rối cuộc cờ
Càng nhìn càng ngắm lại càng dơ
Đánh tan tục niệm hồi chuông sớm
Gõ vỡ trần tâm tiếng mõ trưa
Chu tử ngán mùi nên vải ẩm
Đỉnh chung lợm giọng hoá chay ưa
Lên đàn cứu khổ toan quay lại
Bể ái trông ra nước đục lờ.
Tự Đức năm thứ nhất (1848), Lê Văn Duyệt và con cháu được minh oan, các con của công chúa Ngọc Ngôn từ Cao Bằng cũng được tha về. Công chúa sau đó rời Ngũ Hành Sơn về sống với các con tại phủ thờ Lê Văn Duyệt ở thôn Phú Mộng (thuộc phường Kim Long, Huế).
Năm Tự Đức thứ 7 (1854), vua sách phong cho bà Ngọc Ngôn làm An Nghĩa Thái thái trưởng công chúa (安義太太長公主). Năm thứ 9 (1856), An Nghĩa Công chúa qua đời, thọ 53 tuổi, thụy là Trinh Lệ (貞麗). Tẩm mộ của công chúa được an táng gần mộ của phò mã Lê Văn Yến, hiện nay tọa lạc tại phường Thủy Biều, Huế. Bài vị của công chúa và phò mã đều được đặt tại phủ thờ Tả quân Lê Văn Duyệt ở Huế.